# Saxon (бронетранспортер)
Saxon (укр. Саксон) — британський колісний бронетранспортер, розроблений у 1970-х роках на базі поліцейського менш захищеного бронею бронеавтомобіля АТ-104. Вперше був виготовлений компанією Alvis plc, пізніше випускався компанією GKN Sankey.
Бронетранспортер надійшов на озброєння британських сухопутних військ у 1983 році. На початку 1990-х років Міністерство оборони Великої Британії машини списало, згодом вони були виставлені на продаж.

## Історія створення
На початку 1970-х років британською компанією «GKN Defence» в ініціативному порядку були розроблені поліцейські бронеавтомобілі AT100, з колісною формулою 4х2, і AT104, з колісною формулою 4х4. Пізніше на базі AT104 була розроблена модифікація AT105, що отримала назву Saxon. Машина створена на шасі 4-тонної британської армійської вантажівки Бедфорд МК і використовує багато його вузлів та компонентів.
Серійне виробництво AT105 було розпочато в 1976 році. З 1973 по 1984 рік на експорт в Бахрейн, Кувейт, Малайзію і Оман було поставлено близько 200 Саксонів. А в 1983 році для піхотних дивізій Британської Армії було замовлено 624 бронемашини. Крім Британської Армії машини потрапили і в територіальні батальйони сил внутрішньої безпеки.

## В Україні
Наприкінці 2014 року Міноборони закупило 75 Саксонів на суму близько 3,8 млн доларів. Перші 20 бронеавтомобілів прибули до України у лютому місяці 2015 року, і були передані військовим для переобладнання і випробувань.. Решта 55 прибули морським шляхом у червні.
Закупівля застарілої техніки викликала резонанс і критику як в Україні, так і за її межами. Колишній Головнокомандуючий британських сухопутних сил Річард Даннатт у інтерв'ю британській газеті Телеграф зазначив, що зняв ці автівки з озброєння Британської Армії у 2005–2006 роках, як повністю непридатні та небезпечні для проведення поточних операцій. За його словами аморально презентувати передачу цих бронеавтомобілів як хороші новини для українців. Коментуючи закупівлю бронемашин, перший заступник генерального директора держпідприємства «Укроборонпром» Сергій Пінькас заявив, що бронеавтомобілі Saxon є доступною альтернативою морально застарілій техніці, що перебуває на озброєнні української армії, підкресливши, що ці машини модернізовані й готові забезпечити необхідний захист українських військових при виконанні бойових завдань у зоні АТО. В той же час Саксон єдиний БТР у Збройних Силах України, що має рівень бронювання за стандартом НАТО В7 та витримує попадання бронебійної кулі Б-32 з гвинтівки СГД.
В березні 2015 року перші 20 бронетранспортерів Saxon AT105 розподілені по військових частинах. В першу чергу машини отримали частини Високомобільних десантних військ. Інші 55, передані у війська у липні, 20 з них використовуються як медичні евакуаційні машини переднього краю, решта 35 як командно-штабні.

## Характеристики

### Модифікації
- AT105A — Машина медичної евакуації.
- AT105E — Оснащена баштою з одним або двома кулеметами.
- AT105MR — Оснащена 81 мм мінометом.
- AT105C — Командно-штабна машина.
- ARV — Броньована ремонтно-евакуаційна машина.

## Оператори
- Бахрейн[2]

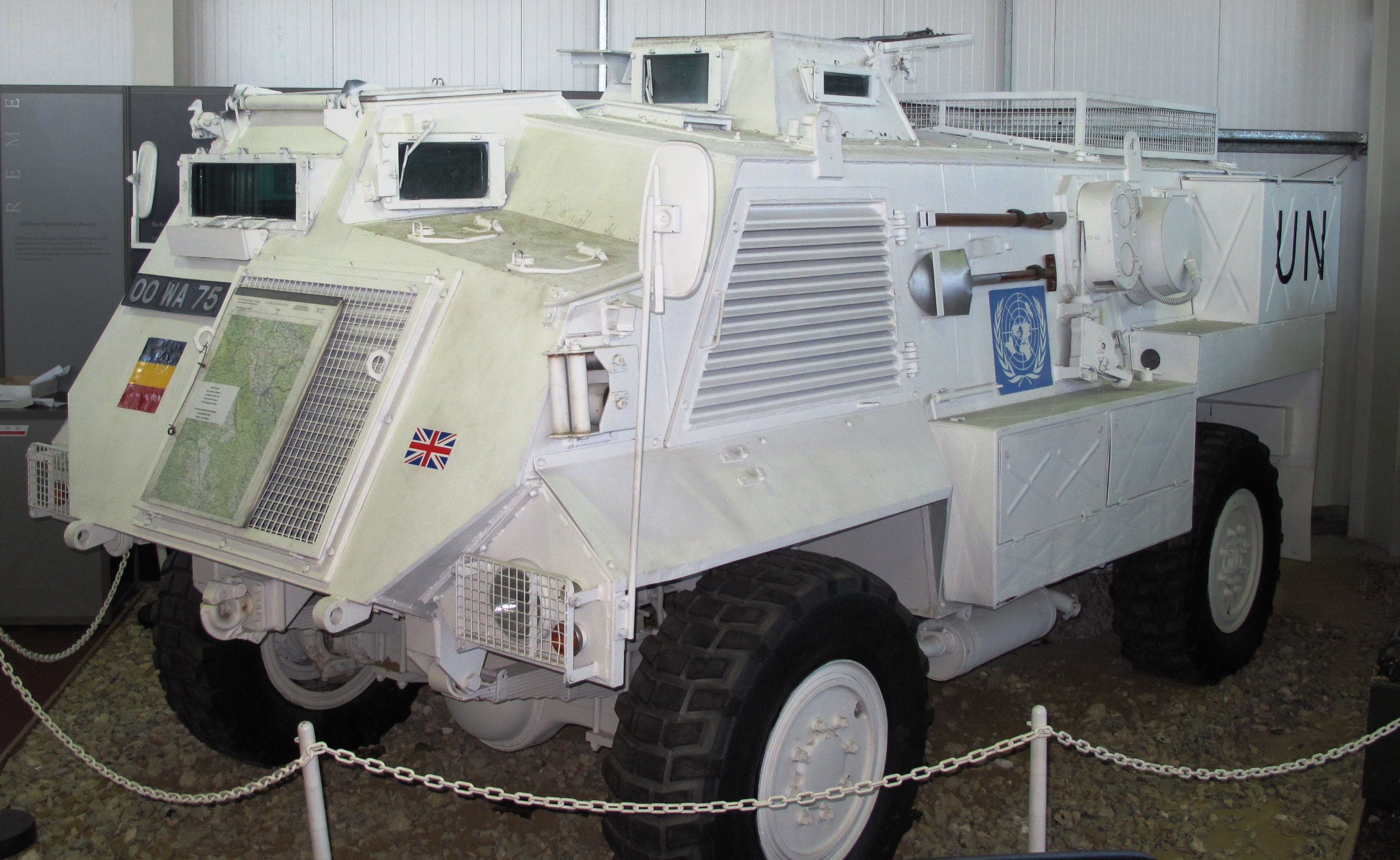
Броньована ремонтно-евакуаційна машина «Саксон» Британської армії на виставці у музеї REME Museum of Technology, пофарбована в колір ООН.

- Ірак: Збройних сил Іраку (зараз переважно використовуються поліцією).
- Малайзія[1][2]
- Мозамбік: (Було придбано 25 машин у 2013 році).[9]
- Нігерія[1][2]
- Оман[1][2]
- Україна: Міністерство оборони України придбало 75 машин у грудні 2014 року.[2]

### Колишні
- Гонконг — Використовувався поліцією Гонконгу[1] до 2009, був замінений на Unimog U5000s.[10]
- Велика Британія — Використовувався Британською армією. Всі машини вже зняті з озброєння.

### Україна
В лютому 2021 року було оприлюднено кількість санітарно-евакуаційної техніки отриманої за 2015-20рр. Так, згідно цієї інформації Збройні Сили переобладнали у медичні 15 британських бронемашин Saxon AT105.